# Translation
Translation es el octavo álbum de estudio y primer álbum bilingüe de la banda estadounidense Black Eyed Peas. Fue lanzado el 19 de junio de 2020 a través de Epic. En este álbum están incluidas las participaciones de J. Rey Soul, J Balvin, Ozuna, Maluma, Becky G, Shakira, El Alfa, Nicky Jam, Piso 21, French Montana y Tyga.

## Antecedentes y promoción
El álbum se caracteriza por la fusión de ritmos entre el pop, hip hop, dance con el reguetón y trap, así como que es interpretado tanto en inglés como en español (Spanglish), y que cuenta con la participación de varios artistas de música hispana. Esta inclusión de varios cantantes se da ante el sencillo «Ritmo», canción que fue parte del soundtrack de la película Bad Boys for Life y que contó con la colaboración del cantante colombiano J Balvin. El 10 de abril de 2020, con la canción "Mamacita" hace su debut la nueva integrante J. Rey Soul (Exparticipante de La Voz Filipinas) junto con Ozuna. Ante la buena recepción de los dos sencillos anteriores se anuncia el lanzamiento del álbum, junto con el nombre definitivo del álbum: Translation. La lista de canciones fue revelada el 11 de junio de 2020, junto con el anuncio del álbum.
"No Mañana", que cuenta con la colaboración del cantante dominicano El Alfa fue lanzado como un sencillo promocional del álbum el 13 de junio de 2020 junto con la lista de canciones y la portada del álbum
El 19 de junio de 2020, el álbum fue lanzado junto a su último sencillo «Feel the Beat» cuenta con la colaboración del cantante colombiano Maluma respectivamente.

## Recepción crítica
Translation fue recibido con críticas generalmente positivas. En Metacritic, que asigna una calificación normalizada de 100 a las críticas de los críticos profesionales, el álbum recibió una puntuación promedio ponderado de 63, basada en cuatro críticas.
Al hacer una reseña en junio de 2020 para Rolling Stone, Gary Suárez dijo que el álbum es "a menudo torpe" muestra al grupo explotando la tendencia pop latino contemporánea, aunque con un encanto ocasional. A.D. Amorosi de la revistaVariety, creyó que canciones como "I Woke Up" y "Get Loose Now" sonaban como si fueran enfocadas para el público Latino, pero dijo del álbum en general, "BEP han encontrado un nuevo sentido de aventura, inventiva y contagio a través del prisma de la música latina moderna. " Ingrid Angulo de Hot Press quedó más impresionada, aplaudiendo su incursión en reguetón y diciendo, "Las colaboraciones son perfectas y los temas tan pegajosos como siempre, cimentando el éxito global moderno de la música de baile de inspiración latina. " Tom Hull fue también relativamente positivo, escribiendo en su blog, "Parece que tenían un álbum de hip-hop/funk perfectamente funcional en el lanzamiento de verano, y luego terminaron añadiendo una canción de actualidad muy atípica y notable,."

## Lista de canciones
Créditos adaptados del sitio web del grupo.

| Translation track listing |                                      | |                                               |          |  |
| N.º                       | Título                               | Escritor(es) | Producer(s)                                   | Duración |  |
| 1.                        | «Ritmo» (con J Balvin)               | William Adams, Allan Pineda, Keith Harris, José Álvaro Osorio Balvin, Francesco Bontempi, Michale Gaffey, Peter Glenister, Annerley Gordon y Giorgio Spagner                             | will.i.am y Harris                            | 3:34     |  |
| 2.                        | «Feel the Beat» (con Maluma)         | Adams, Yonatan Goldstein, Pineda, Jimmy Luis Gómez, Juan Luis Londoño Arias, Hugh L Clarke, Paul Anthony Thomas, Curtis T. Bedeau, Gerard R. Charles, Brian P. George y Lucien J. George | will.i.am, Johnny Goldstein y Mucky           | 3:57     |  |
| 3.                        | «Mamacita» (con Ozuna & J. Rey Soul) | Adams, Goldstein, Juan Carlos Ozuna Rosado, Pineda, J. Gomez, Madonna Ciccone, Bruce Gaitsch, Susan Leonard y Patrick Leonard                                                            | will.i.am y Goldstein                         | 4:11     |  |
| 4.                        | «Girl Like Me» (con Shakira)         | Adams, Goldstein, Pineda, J. Gomez, Shakira, Brendan Buckley, Albert Menendez y Tim Mitchell                                                                                             | will.i.am, Shakira y Goldstein                | 3:42     |  |
| 5.                        | «Vida Loca» (con Nicky Jam & Tyga)   | Adams, Pineda, J. Gomez, Micheal Ray Stevenson, Nick Rivera Caminero, James Johnson, Alonzo Miller y Kirk Burrell                                                                        | will.i.am                                     | 3:54     |  |
| 6.                        | «No Mañana» (con El Alfa)            | Adams, Pineda, J. Gomez y Emmanuel Herrera Batista | will.i.am y Goldstein                         | 3:39     |  |
| 7.                        | «Tonta Love» (con J. Rey Soul)       | Adams y Goldstein | Goldstein y will.i.am                         | 3:50     |  |
| 8.                        | «Celebrate»                          | Adams, Goldstein, Pineda y J. Gomez | Goldstein y will.i.am                         | 3:39     |  |
| 9.                        | «Todo Bueno» (con Piso 21)           | Adams, Goldstein, Pineda, J. Gomez, David Escobar Gallego, Pablo Mejia Bermúdez, Juan David Huertas Clavijo, David Lorduy Hernández y Alejandro Patiño                                   | Goldstein, will.i.am y Mosty}                 | 3:50     |  |
| 10.                       | «Duro Hard» (con Becky G)            | Adams, Reynard Bargmann, Rebbeca Marie Gomez, J. Gomez, Goldstein, Damien Leroy y Papatinho                                                                                              | will.i.am, Mucky, Ammo, Goldstein y Papatinho | 3:25     |  |
| 11.                       | «Mabuti» (con French Montana)        | Adams, Goldstein, Pineda, Karim Kharbouch, Simon Carter, Walter Carter, David Ferguson, William Hull, Curtis Reynolds, Keith Samuels y Brian Sherrer                                     | Goldstein y will.i.am                         | 4:16     |  |
| 12.                       | «I Woke Up»                          | Adams, Pineda, J. Gomez y Tarik Johnston | Rvssian                                       | 3:30     |  |
| 13.                       | «Get Loose Now»                      | Adams y Goldstein | will.i.am y Goldstein                         | 2:27     |  |
| 14.                       | «Action»                             | Adams, Pineda, J. Gomez y William Grigahcine | DJ Snake                                      | 4:12     |  |
| 15.                       | «News Today»                         | Adams, Goldstein, Pineda, J. Gomez y Benjamin Mor | Goldstein                                     | 4:16     |  |
| 56:24                     |                                      | |                                               |          |  |

| Target and Japanese bonus tracks |                                              |                    |          |  |
| N.º                              | Título                                       | Producer(s)        | Duración |  |
| 16.                              | «Ritmo (Remix)» (con J Balvin & Jaden Smith) | will.i.am y Harris | 3:49     |  |
| 17.                              | «Ritmo (Remix)» (con Steve Aoki & J Balvin)  | will.i.am y Harris | 3:52     |  |

## Personal
Black Eyed Peas
- will.i.am - voz en todos los temas excepto 7, piano, teclados, programación de batería, programación.
- apl.de.ap - voz en todos los temas excepto 7, 10, 13 y 16 (edición japonesa)
- Taboo - voz en todos los temas excepto 1, 7, 11, 13, 16 y 17 (edición japonesa)
- J. Rey Soul - voz en las pistas 3, 5, 7, 8, 11 y 12

## Posiciones en las listas
| Listas (2020)                       | Mejor posición |
| ----------------------------------- | -------------- |
| Austria (Ö3 Austria)                | 45             |
| Bélgica (Ultratop flamenca)         | 43             |
| Bélgica (Ultratop valona)           | 37             |
| Canadá (Billboard Canadian Albums)  | 8              |
| Países Bajos (Album Top 100)        | 18             |
| Finlandia (Suomen Virallinen Lista) | 13             |
| Francia (SNEP)                      | 13             |
| Alemania (Offizielle Top 100)       | 57             |
| Italia (FIMI)                       | 8              |
| Portugal (AFP)                      | 33             |
| Escocia (Scottish Albums Chart)     | 97             |
| Suecia (Sverigetopplistan)          | 42             |
| Suiza (Schweizer Hitparade)         | 11             |
| Estados Unidos (Billboard 200)      | 52             |
| Estados Unidos (Top Latin Albums)   | 3              |